# Distrito de Hinwil
El Distrito de Hinwil es uno de los doce distritos del Cantón de Zúrich, en Suiza. Está situado al sur del cantón, limitando con el vecino Cantón de San Galo. Hinwil tenía en 2005 una población de 80.565 habitantes. Su capital, localizada en el centro del distrito, es la ciudad de Hinwil.

## Comunas

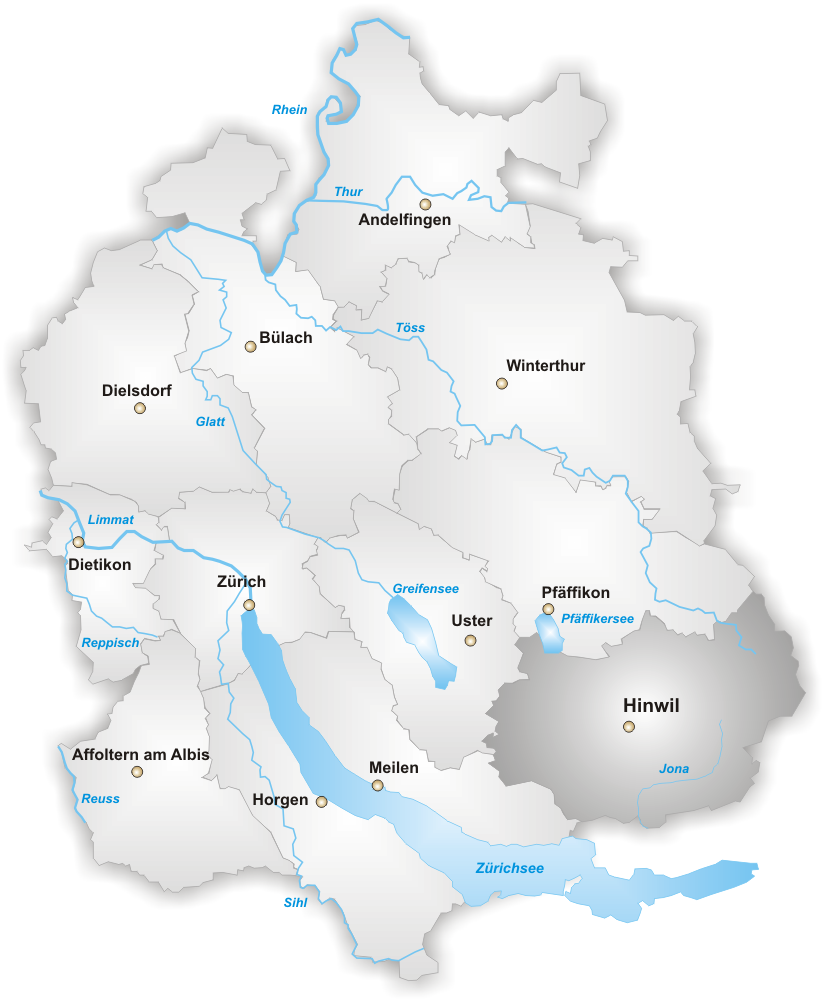
Distrito de Hinwil.

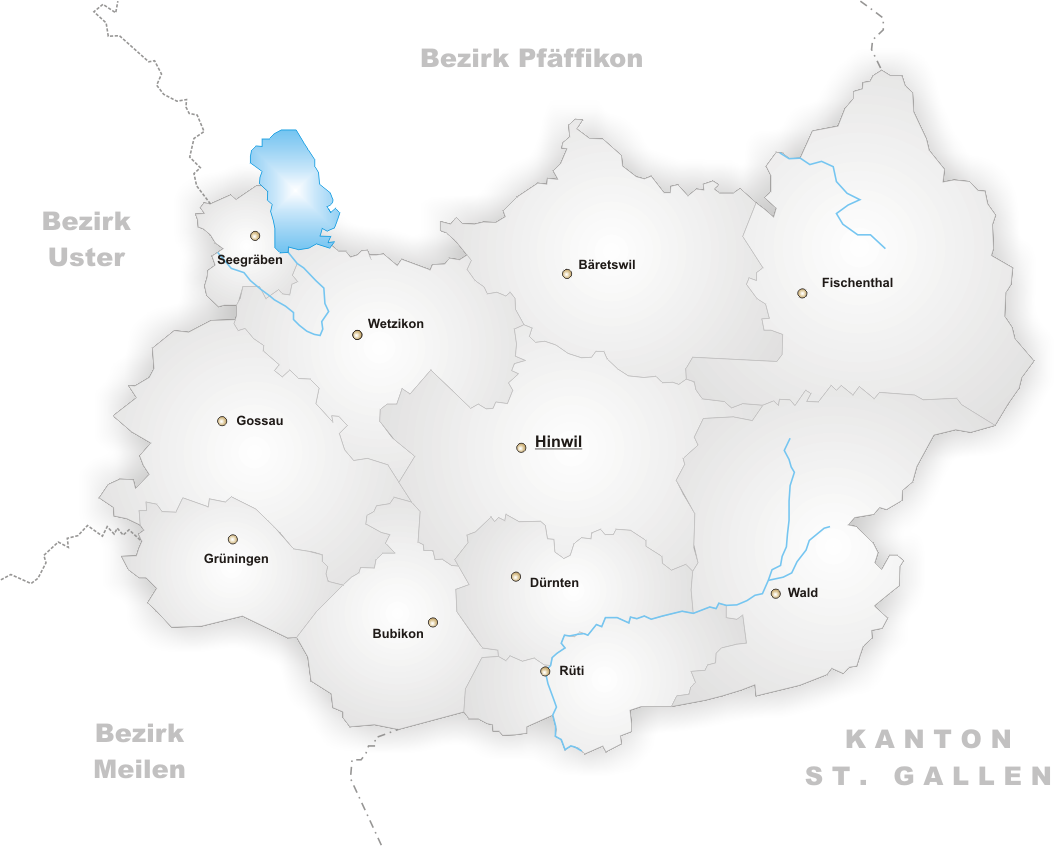
Comunas de Hinwil.

Hinwil cuenta con un total de once comunas:
| Comunas     | Población (31 Dec 2005) | Área (km²) |
| ----------- | ----------------------- | ---------- |
| Bäretswil   | 4474                    | 22.23      |
| Bubikon     | 5759                    | 11.58      |
| Dürnten     | 6081                    | 10.19      |
| Fischenthal | 2029                    | 30.25      |
| Gossau      | 9043                    | 18.28      |
| Grüningen   | 2799                    | 8.77       |
| Hinwil      | 9758                    | 22.31      |
| Rüti        | 11,347                  | 10.19      |
| Seegräben   | 1217                    | 3.75       |
| Wald        | 8745                    | 25.25      |
| Wetzikon    | 19,313                  | 16.73      |
| Total       | 80,565                  | 179.53     |

- Datos: Q660382
- Multimedia: Hinwil (district) / Q660382